# Eli Vitni
Eli Vitni (8. decembar 8, 1765 – 8. januar 1825) bio je američki izumitelj koji je najbolje poznat po izumu pamučnog džina.  To je bio jedan od ključnih izuma industrijske revolucije i oblikovao je ekonomiju plantažne ere na jugu SAD. Vitnijev izum pretvorio je gornji kratki pamuk u profitabilni usev, što je ojačalo ekonomski temelj ropstva u Sjedinjenim Državama. Uprkos društvenom i ekonomskom uticaju svog pronalaska, Vitni je izgubio veći deo profita u pravnim borbama zbog kršenja patenata za pamučni džin. Nakon toga, posvetio je pažnju osiguranju ugovora sa vladom o proizvodnji musketa za novoformiranu vojsku Sjedinjenih Država. Nastavio je da izrađuje i usavršava oružje sve do svoje smrti 1825. godine.

## Detinjstvo, mladost i obrazovanje
Vitni je rođen u Vestboru u Masačusetsu 8. decembar 1765, kao najstariji sin Elija Vitnija starijeg, prosperitetnog poljoprivrednika, i njegove supruge Elizabete Fej, takođe is Vestbora.
Iako se mlađi Eli, rođen 1765. godine, tehnički može nazvati „mlađim”, istorija ga nikada nije poznavala kao takvog. Bio je poznat tokom svog života, i kasnije po imenu „Eli Vitni”. Njegov sin, rođen 1820. godine, takođe zvan Eli, bio je dobro poznat tokom života i kasnije po imenu „Eli Vitni, mlađi.”
Vitnijeva majka Elizabet Fej umrla je 1777. godine, kada mu je bilo 11 godina. Sa 14 godina rukovodio je profitabilnom operacijom proizvodnje eksera u radionici svog oca tokom Revolucionarnog rata.
Budući da se njegova maćeha protivila njegovoj želji da pohađa fakultet, Vitni je radio kao radnik na farmama i kao školski učitelj kako bi uštedio novac. On se pripremio za Jejl na Lester akademiji (sada Bekerov koledž) i pod nadzorom sveštenika Elizura Gudriča iz Daramu u Konektikatu. Školu je započeo u jesen 1789. godine, a diplomirao je kao Faj beta kapa 1792. godine. Vitni je očekivao da studira pravo, ali, kako su mu nedostajala sredstava, prihvatio je ponudu da ode u Južnu Karolinu kao privatni učitelj.

## Karijera
Vitni je najpoznatiji po dve inovacije koje su imale značajan uticaj na Sjedinjene Države sredinom 19. veka: pamučni džin (1793) i njegovo zalaganje za zamenljive delove. Na jugu, pamučni džin je revolucionirao način na koji se pamuk bere i podstakao je ropstvo. Nasuprot tome, na severu je usvajanje zamenljivih delova revolucionisalo proizvodnu industriju, što je u velikoj meri doprinelo pobedi SAD u Građanskom ratu.

### Pamučni džin
Pamučni džin je mehanički uređaj koji uklanja seme iz pamuka, proces koji je ranije bio izuzetno radno intenzivan. Reč gin je skraćenica za engine. Dok je boravio u Malberi Grouvu, Vitni je konstruisao nekoliko genijalnih uređaja za domaćinstvo, što je navelo gospođu Grin da ga upozna sa nekim biznismenima koji su raspravljali o poželjnosti mašine koja bi odvojila pamuk od njegovog semena, posao koji se tada obavljao ručno po stopi od funte vlakana dnevno. Za nekoliko nedelja Vitni je proizveo model. Pamučni džin je bio drveni bubanj sa zabodenim kukama koje su vukle pamučna vlakna kroz mrežu. Seme pamuka nije moglo da prođe kroz mrežu i ispadalo je napolje. Vitni je povremeno pričao priču o tome kako je razmišljao o poboljšanoj metodi sejanja pamuka, pri čemu je bio inspirisan posmatranjem mačke koja pokušava da provuče kokošku kroz ogradu, a koja je bila u stanju da provuče samo poneko pere.
Jedan pamučni džin je mogao da proizvede do 55 lb (25 kg) očišćenog pamuka dnevno. Ovo je doprinelo ekonomskom razvoju Južnih Sjedinjenih Država, glavnog područja uzgoja pamuka; neki istoričari veruju da je ovaj pronalazak omogućio afričkom ropskom sistemu u južnim Sjedinjenim Državama da postane održiviji u kritičnoj tački svog razvoja.
Vitni je 28. oktobra 1793. podneo zahtev za patent za svoj pamučni džin, i dobio patent (kasnije označen kao X72) 14. marta 1794, ali je potvrđen tek 1807. Vitni i njegov partner Miler nisu nameravali da prodaju ove mašine. Umesto toga, kao i vlasnici mlinova za žito i pilana, očekivali su da će naplaćiti farmerima čišćenje pamuka – dve petine vrednosti, plaćene u pamuku. Ogorčenost na ovu šemu, mehanička jednostavnost uređaja i primitivno stanje patentnog zakona, učinili su kršenje neizbežnim. Vitni i Miler nisu mogli da naprave dovoljno džinova da zadovolje potražnju, tako da su džinovi drugih proizvođača bili spremni za prodaju. Ultimatno, tužbe za povredu patenta su potrošile profit (jedan patent, kasnije poništen, odobren je 1796. Hogdenu Holmsu za džin koji je zamenio šiljke kružnim testerama) i njihova kompanija za preradu pamuka je prestala da posluje 1797. godine. Jedna često previđena tačka je da su postojali nedostaci Vitnijevog prvog dizajna. Postoje značajni dokazi da je nedostatke dizajna rešila njegova sponzorkinja, gospođa Grin, ali Vitni joj nije priznao zasluge.
Posle validacije patenta, zakonodavno telo Južne Karoline izglasalo je 50.000 dolara za prava za tu državu, dok je Severna Karolina naplaćivala porez na licencu na pet godina, od čega je realizovano oko 30.000 dolara. Postoji tvrdnja da je Tenesi platio, možda, 10.000 dolara. Iako pamučni džin nije zaradio Vitniju bogatstvo kojem se nadao, ipak mu je doneo slavu. Neki istoričari su tvrdili da je Vitnijeva naprava bila važan, iako nenameran uzrok Američkog građanskog rata. Nakon Vitninog izuma, industrija plantažnog ropstva je podmlađena, što je na kraju kulminiralo građanskim ratom.
Čišćenje pamuka je transformisalo južnu poljoprivredu i nacionalnu ekonomiju. Južni pamuk je našao spremna tržišta u Evropi i u rastućim tekstilnim fabrikama Nove Engleske. Izvoz pamuka iz SAD je procvetao nakon pojave pamučnog džina – sa manje od 500.000 lb (230.000 kg) u 1793. na 93×106 lb (42.000.000 kg) do 1810. godine. Za razliku od većine poljoprivrednih proizvoda, pamuk je bio osnovni proizvod koji se mogao skladištiti na duge periode i slati na velike udaljenosti. Postao je glavni izvozni proizvod SAD, predstavljajući preko polovine vrednosti američkog izvoza od 1820. do 1860. godine.

### Zamenljivi delovi
Eli Vitniju su često pogrešno pripisivane zasluge za izum ideje o zamenljivim delovima, koju je on godinama zagovarao kao proizvođač musketa; međutim, ta ideja je prethodila Vitniju, a Vitnijev doprinos je bila promocija i popularizacija, a ne izum. Uspešna implementacija ideje bila je nedosežna Vitniju sve do pred kraj njegovog života, pri čemu je najpre ostvarena u tuđim oružarnicama.

## Literatura
- Battison, Edwin. (1960). "Eli Whitney and the Milling Machine." Smithsonian Journal of History I.
- Cooper, Carolyn, & Lindsay, Merrill K. (1980). Eli Whitney and the Whitney Armory.
- Whitneyville, CT: Eli Whitney Museum.
- Dexter, Franklin B. (1911). "Eli Whitney." Yale Biographies and Annals, 1792–1805. New York, NY: Henry Holt & Company.
- Hall, Karyl Lee Kibler, & Cooper, Carolyn. (1984). Windows on the Works: Industry on the Eli Whitney Site, 1798–1979.
- Hamden, CT: Eli Whitney Museum
- Hounshell, David A. (1984), From the American System to Mass Production, 1800-1932: The Development of Manufacturing Technology in the United States, Baltimore, Maryland: Johns Hopkins University Press, ISBN 978-0-8018-2975-8, LCCN 83016269
- Lakwete, Angela. (2004). Inventing the Cotton Gin: Machine and Myth in Antebellum America. Baltimore, MD: Johns Hopkins University Press.
- Smith, Merritt Roe. 1973. "John H. Hall, Simeon North, and the Milling Machine: The Nature of Innovation among Antebellum Arms Makers." Technology & Culture 14.
- Woodbury, Robert S. (1960). "The Legend of Eli Whitney and Interchangeable Parts." Technology & Culture 1.
- Iles, George (1912). Leading American Inventors. New York: Henry Holt and Company. стр. 75—103.
- McL. Green, Constance – Edited by Oscar Handlin. (1956). Eli Whitney & The Birth of American Technology. Library of American Biography series.
- Roe, Joseph Wickham (1916), English and American Tool Builders, New Haven, Connecticut: Yale University Press, LCCN 16011753. Reprinted by McGraw-Hill, New York and London, 1926 (LCCN 27-24075); and by Lindsay Publications, Inc., Bradley, Illinois (  978-0-917914-73-7).

## Spoljašnje veze
- Текстови на Викизворнику:
  - „Whitney, Eli”. Collier's New Encyclopedia. 1921.
  - „Whitney, Eli”. Encyclopedia Americana. 1920.
  - „Whitney, Eli”.  (на језику: енглески). 28 (11 изд.). 1911. стр. 611.
  - „Whitney, Eli”. New International Encyclopedia. 1905.
  - „Whitney, Eli”. Appletons' Cyclopædia of American Biography. 1889.
  - „Whitney, Eli”. The American Cyclopædia. 1879.